# Euxoa camalpa
Euxoa camalpa là một loài bướm đêm trong họ Noctuidae.